# Gilberto di Meaux
Gilberto di Meaux (Vermandois, ... – 13 febbraio 1015) fu il primo canonico di San Quintino e divenne vescovo di Meaux; è venerato come santo dalla Chiesa cattolica.

## Biografia
Si conosce molto poco della sua vita e solo qualcosa del suo operato. Egli contribuì alla stesura di documenti per l'Abbazia di Saint-Denis. Donò molti beni a numerosi monasteri dell'Île de France.
Alla morte del vescovo di Meaux, Archanrad, che lo aveva nominato arcidiacono della cattedrale, avvenuta nel 995, fu nominato vescovo di Meaux. Egli appose il suo sigillo su un documento dell'Abbazia di Saint-Denis (998 and 1008), su un documento a favore dell'Abbazia di San Pietro di Melun (1005) e condivise le prebende legate alla Chiesa di Meaux con i membri del capitolo della diocesi.
Dopo la sua morte è stata riportata notizia di numerosi miracoli che sarebbero avvenuti presso la sua tomba, posta di fronte all'altare della Cattedrale di Meaux.
Le sue reliquie furono profanate nel 1562 dagli ugonotti.